# Arachosinella
Arachosinella é um gênero de aranhas da família Linyphiidae descrito em 1958.